# Pieter Godfred Bertichen
Pieter Godfred Bertichen (Amsterdã, 1796 - Petrópolis, ca. 1866) foi um pintor e gravador nascido nos Países Baixos e que se radicou no Brasil, aportuguesando seu nome para Pedro Godofredo Bertichen.

## Biografia
Pouco se sabe sobre sua formação artística. Apenas, por indicação do Benezit, tem-se conhecimento de que participou das exposições de Amsterdã de 1814 a 1832. Apresentou cenas de gênero, retratos e paisagens. Em 1818, foi agraciado com a medalha de prata.
Já maduro, acompanhado da esposa, Susana Berendina, mudou-se para o Rio de Janeiro onde viveu de 1837 a 1856. Quais os motivos dessa vinda para o Brasil e sua permanência no país é ainda uma incógnita.
Tomou parte da Exposição Geral promovida pela Academia Imperial de Belas Artes, no ano de 1845, com uma pintura cujo título era Vista da cidade do Rio de Janeiro observada da Ilha dos Ratos. Com esse trabalho mereceu a medalha de ouro que dividiu com Carlos Luís do Nascimento e Francisco Manuel Chaves Pinheiro. Em 1846, apresentou outra paisagem - Vista da Glória observada do cais do mesmo nome. Obras suas foram expostas no Salão pela última vez em 1864: Vista da entrada do Rio de Janeiro e Rio de Janeiro: vista da praia de Santa Luzia.
Em 1856, através do litógrafo Ronsburg, publicou no Rio de Janeiro o álbum intitulado O Brasil pitoresco e monumental que continha quarenta e seis paisagens.
Segundo Ana Maria Beluzzo, parte de sua obra produzida no Brasil está preservada no Museu Imperial de Petrópolis e nos museus Castro Maya e Histórico do Rio de Janeiro. E também em raras coleções particulares.